# Kazimierz Nalaskowski
 Kazimierz Nalaskowski  (ur. 31 maja 1946 w Warszawie, zm. 2 listopada 2011) – generał brygady Wojska Polskiego;  doktor nauk prawnych; dyrektor Departamentu Prawnego w Urzędzie Ministra Obrony Narodowej (1993–1998).

## Życiorys
Kazimierz Nalaskowski syn Tadeusza urodził się 31 maja w Warszawie. Absolwent Wydziału Prawa i Administracji Uniwersytetu Warszawskiego z 1969. W tym samym roku został powołany do zawodowej służby wojskowej na stanowisko radcy prawnego Biura Prawnego Ministerstwa Obrony Narodowej. Odbywając służbę w pionie obsługi prawnej przeszedł wszystkie szczeble służbowe. W latach 1970–1972 odbył aplikację sędziowską i zdał egzamin sędziowski. W roku 1983 został wpisany na listę radców prawnych. Był starszym radcą wydziału przepisów wojskowych oraz radcą wydziału zastosowania prawnego i kontroli komórek prawnych. W latach 1983–1987 był głównym specjalistą Prawnym Biura Prasowego MON. W latach 1986–1988 ukończył podyplomowe Studium Historii Najnowszej w Akademii Sztabu Generalnego WP. W 1987 sprawował obowiązki zastępcy szefa Biura Prawnego MON, a w listopadzie 1990 objął obowiązki szefa. W 1993 po zmianach organizacyjno-etatowych w Urzędzie Ministra Obrony Narodowej został dyrektorem Departamentu Prawnego. 11 Listopada w 1993 mianowany został na stopień generała brygady przez prezydenta RP Lecha Wałęsę. W latach 1994–1997 był członkiem Rady Dyrektorów Międzynarodowego stowarzyszenia Prawa Wojskowego i Wojennego. W 1995 w Muzeum Wojska Polskiego WP po raz pierwszy wręczono mu i innym generałom Pierścień Oficerski. W 1998 zwolniony z zawodowej służby wojskowej. Był członkiem Klubu Generałów Wojska Polskiego. Zmarł 2 listopada 2011 w wieku 65 lat, został pochowany na Cmentarzu Północnym (Wólka Węglowa) w Warszawie.

## Awanse[7]
- podporucznik – 1969
- porucznik – 1970
- kapitan – 1974
- major – 1978

- podpułkownik – 1981
- pułkownik – 1985

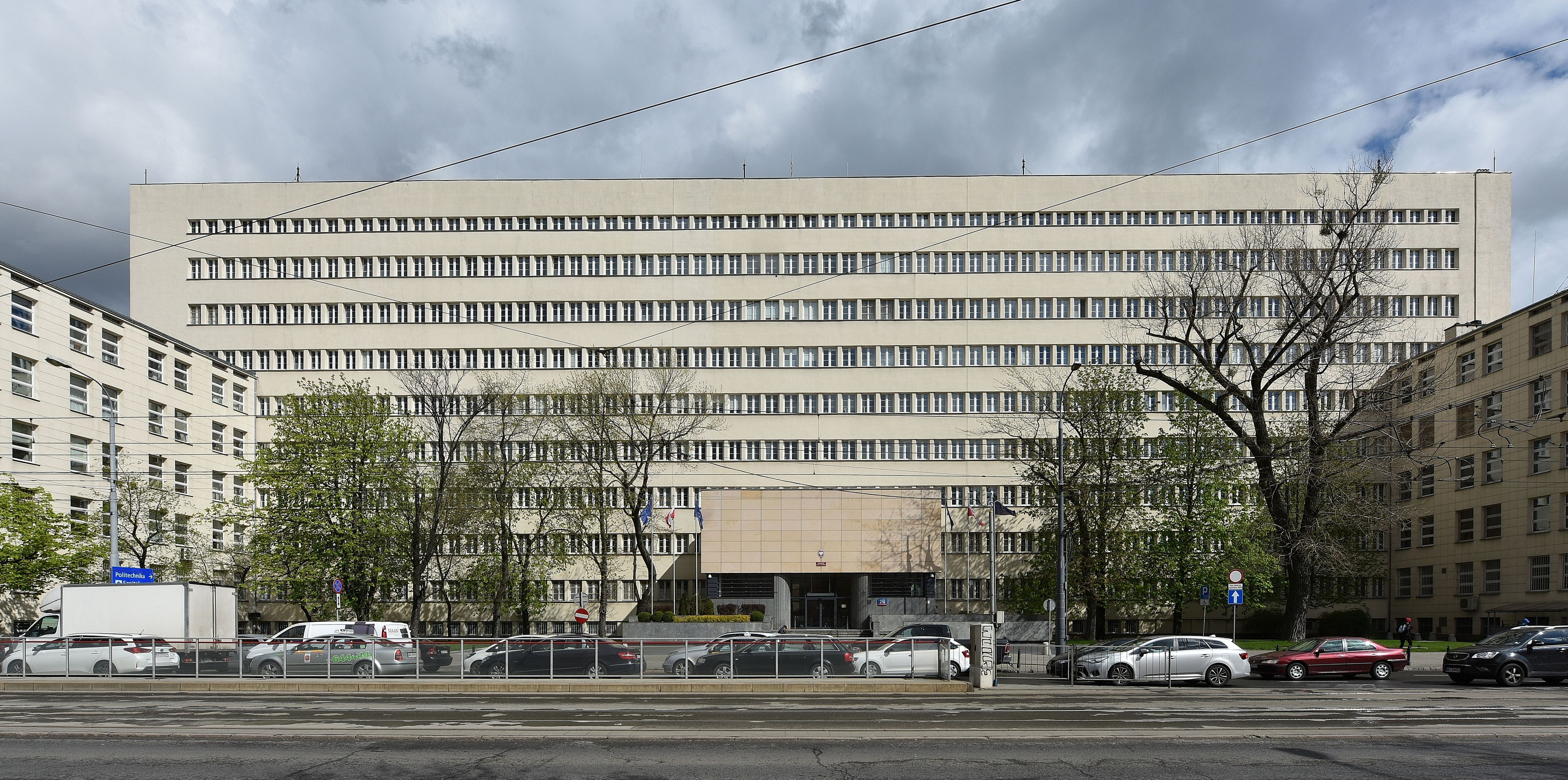
Od 1969 do 1998 w MON, od 1993 dyrektor Departamentu Prawnego MON

- generał brygady – 11 listopada 1993

## Ordery, odznaczenia i wyróżnienia
- Krzyż Oficerski Orderu Odrodzenia Polski[3]
- Krzyż Kawalerski Orderu Odrodzenia Polski[4]

i inne